# Hasznos István
Hasznos István (Szolnok, 1924. december 8. – Szolnok, 1998. május 7.) olimpiai bajnok vízilabdázó, úszó. A sportsajtóban Hasznos II. néven szerepelt.

## Sportpályafutása
1934-től a Szolnoki MÁV, 1945-től a BEAC (Budapesti Egyetemi Atlétikai Club), 1947-től a Budapesti Előre, majd 1947-től a Szolnoki MTE, illetve a Szolnoki Dózsa sportolója volt. Úszásban és Vízilabdázásban egyaránt versenyzett, de nemzetközi szintű eredményeket vízilabdázásban ért el. 1952-ben két alkalommal szerepelt a magyar válogatottban. Az 1952. évi nyári olimpián tagja volt az olimpiai bajnoki címet nyert magyar csapatnak. Szolnokon összesen 212 bajnoki mérkőzésen szerepelt és 339 gólt dobott. Az aktív sportolástól 1964-ben vonult vissza.
1956-ban a Sportvezető és Edzőképző Intézetben (SEKI) úszó és vízilabda-szakedzői oklevelet szerzett. Az 1956-os forradalomban való részvétele miatt állása megszűnt a rendőrségnél. 1962-től a Szolnoki Dózsa edzője lett.  1962-től haláláig a szolnoki Damjanich Uszoda igazgatója is volt.
Fia ifjabb Hasznos István válogatott vízilabdázó volt.
Lánya Hasznos Zsuzsanna (1955) 200-400 vegyesen volt válogatták be.

## Sporteredményei
- vízilabdázásban:
  - olimpiai bajnok (1952)
  - ötszörös magyar bajnok (1954, 1957, 1958, 1959, 1961)
- úszásban:
  - magyar bajnok (1946: 100 m mell)
  - magyar folyamúszó bajnok (1958)
  - Balaton-átúszó bajnok (1957, 1959, 1963, 1964)

## Díjai, elismerései
- A Magyar Népköztársaság Érdemes Sportolója (1955)[1]
- Szolnok díszpolgára
- Ezüst Pelikán Díj (1991)
- Kemény Ferenc-díj (1994)